# Antonio Moreno Sánchez
Antonio Moreno Sánchez (Puerto Real, Cádiz, 13 de febrero de 1983), más conocido futbolísticamente como Antonio Moreno, es un exfutbolista español. Jugaba como lateral derecho y su último equipo fue el Xerez DFC.

## Trayectoria
Se formó en las categorías inferiores del Atlético de Madrid. En el año 2002 debutó en el Atlético de Madrid C. Posteriormente jugaría en el primer filial rojiblanco. Desde el 12 de marzo de 2006 debutaba en Primera División, en un partido disputado entre el Atlético de Madrid y el Racing de Santander en el estadio Vicente Calderón. Al final de esa temporada ficha por la UD Mérida, equipo de la Segunda División B. En el verano de 2007 le ficharon por el CD Guadalajara. El verano siguiente le fichan por la Cultural Leonesa. Tras disputar la temporada 2008/09 con el cuadro leonés, regresa al CD Guadalajara. El 26 de junio de 2011, tras vencer al CD Mirandés en el partido de vuelta de la eliminatoria final, conseguía ascender con el CD Guadalajara a la Liga Adelante. Días después, Antonio Moreno renovaba su contrato con el equipo alcarreño. A pesar de ser titular indiscutible con el cuadro alcarreño durante la temporada 2011/12, donde jugó 36 partidos de liga, al final de la misma no es renovado. En septiembre de 2012 ficha por el FC Ceahlăul rumano.

## Clubes
| Club                     | País    | Años      |
| ------------------------ | ------- | --------- |
| Atlético de Madrid C     | España  | 2002-2004 |
| Atlético de Madrid B     | España  | 2004-2006 |
| Atlético de Madrid       | España  | 2006      |
| Mérida UD                | España  | 2006-2007 |
| CD Guadalajara           | España  | 2007-2008 |
| Cultural Leonesa         | España  | 2008-2009 |
| CD Guadalajara           | España  | 2009-2012 |
| FC Ceahlăul Piatra Neamț | Rumanía | 2012-2013 |
| Club Deportivo Guijuelo  | España  | 2014-2016 |